# Toortsaardvlo
De toortsaardvlo (Longitarsus tabidus) is een keversoort uit de familie bladkevers (Chrysomelidae), die tot de tribus Alticini behoort. De wetenschappelijke naam van de soort werd in 1775 gepubliceerd door Johann Christian Fabricius. De soort komt van nature voor in het Palearctisch gebied en Noord-Afrika.

## Beschrijving
De kever is 3-4,5 mm lang en geelbruin.  De meestal iets lichtere dekschilden hebben vaak een donkere rand langs de zoom. De poten, antennen en voorkant kop meestal zwartbruin. De penis en spermatheca zijn 3-4 mm lang. De kever heeft meestal volledig ontwikkelde achtervleugels en kunnen vliegen, maar er zijn ook vormen beschreven met verkorte achtervleugels. Dankzij een veermechanisme (de "metafemorale veer") in de sterk ontwikkelde dij van de achterste poten kunnen de kevers, typisch voor de meeste aardvlooien wegspringen bij gevaar. Er zijn een aantal zeer vergelijkbare en waarschijnlijk nauw verwante soorten (de tabidus-soortengroep).

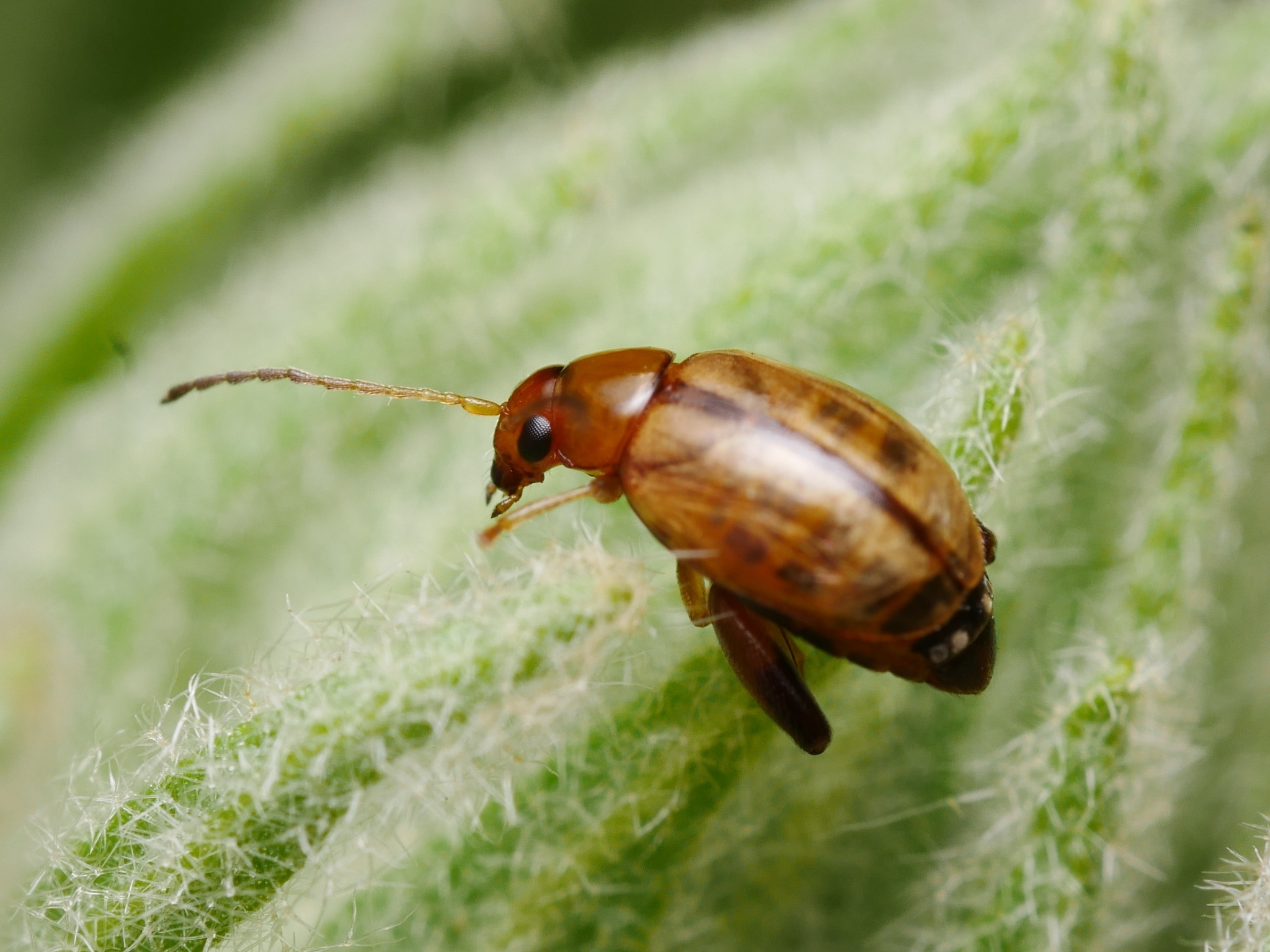
Kop

## Levenswijze
Er is één generatie per jaar. De kevers gaan in winterrust en komen in de tweede helft van februari uit de winterrust en zijn dan te vinden onder de onderste rozetbladeren van de waardplant. De meeste kevers worden waargenomen tussen april en november. Na paring in het voorjaar leggen ze de eieren, de larven ontwikkelen zich in de zomer, verpoppen zich en de nieuwe generatie komt in de zomer uit. De kevers voeden zich met de bladeren en bloemen, de larven met de wortels van de waardplant.

## Waardplanten
Waardplanten zijn soorten van de toorts.